# Ancistrus bolivianus
Espèce
Statut de conservation UICN

 VU B1ab(iii) : Vulnérable
Ancistrus bolivianus est une espèce de poissons-chats.
Ancistrus bolivianus atteint une taille de 9 cm. Il réside dans le rio Beni (Brésil), dans le rio Madre de Dios (Pérou) et le rio Mamoré (Bolivie).